# Maurizio Toffoletti
Maurizio Toffoletti est un sculpteur italien né le 4 février 1961 à Lecce, capitale italienne de l'architecture baroque, dans le Sud de l’Italie, sur la côte adriatique, dans les Pouilles. Il est connu pour ses œuvres sculptées en marbre de Carrare.

## Parcours artistique
Il fréquente l'Institut d'Art de Lecce dès son plus jeune âge. 
De 1982 à 1986, il suit une formation à  l'académie de Beaux Arts de Lecce car il souhaite devenir sculpteur, une vocation précoce pour lui.
Il ouvre son premier atelier dans sa ville natale en 1983.
À l’appel de nombreuses personnalités, il se rend à Paris en 1989 à l'âge de 28 ans et s’y installe.  En 1993, il ouvre un atelier à Neuilly où il sculpte de petits modèles et un autre à Bièvres où il travaille ses pièces monumentales. Il est à noter qu'il a sculpté le portrait du Président Nicolas Sarkozy visible sur le site de l'artiste dans sa rubrique intitulée projets. 
Ses travaux sur l’espace l’amènent à travailler la pierre, principalement le marbre qu'il sélectionne personnellement et fait venir de Carrare par blocs entiers dans son atelier de Bièvres. 
De formation académique, ses influences initiales sont celles de l’antiquité, égyptiennes notamment, des classiques qui guident ses premières réalisations. 
Il explore alors d’autres environnements que ceux de la sculpture traditionnelle, recherchant la frontière ténue qui sépare la figuration de l’abstraction. Il affirme :  « Oui au réel, parce qu’il fait partie de nous-mêmes, mais détaché de toute représentation figurative » .
Ses sources d'inspiration suivantes sont Henry Moore, Calder, Arp, Max Bill et poursuit leurs recherches sur l'âme de la matière. La découverte de l’atelier de Brancusi au Musée national d’art moderne est un moment charnière dans son parcours artistique. 
Il décide d’emprunter un autre chemin qui le ramène aux origines de la sculpture, en un temps où ceux de son espèce arrachaient à la montagne les stèles des premières écritures. Dans un corps à corps avec la matière, il renoue avec la fonction totémique de la sculpture et pose un questionnement sur sa dimension monumentale. Puissamment ancrée dans le sol, ses œuvres s’imposent dans leur verticalité, dans un geste ascensionnel pour célébrer la beauté de la forme pure. Il poursuit les recherches de Brancusi pour qui « la main suit la pensée de la matière ». Ses œuvres, monumentales, ressemblent à des menhirs qui "meublent et ponctuent l'espace naturel des nuances et des reflets de la matière"comme il l'explique.  
Après avoir donc fait du « figuratif », réalisé ses premières sculptures abstraites et ses menhirs puis évolué vers du  « géométrique », il explore, ce qui a fait la singularité des impressionnistes, la lumière et la transparence que son art rend diaphane. "Au début, mes sculptures étaient polies à l'excès. Le fait d'avoir cette surface si belle et si parfaite devant le regard m'empêchait de voir la force de la matière qui se cachait derrière. C'est pour cela que j'ai commencé à laisser aux sculptures un aspect brut et plus naturel". « La transparence est contenue dans le marbre, il s’agit simplement de la révéler » affirme-t-il.  
Il explique qu'il a commencé à laisser un aspect brut à ses sculptures, à travailler la surface comme une écriture.  Il réaffirme la vérité du matériau : la pierre est striée, fendue, creusée, polie jusqu’à son point de rupture. Il emploie des outils nouveaux  comme la disqueuse, le marteau piqueur et le ciseau diamanté.  Il pratique une taille directe du marbre blanc ou noir, blanc et noir, fait ériger de petites stèles dans lesquelles il pratique le feuilletage, l'ondulation en vague, la grille, le nid-d'abeilles, l'accordéon, le grillage, toujours non-figuratifs. 
Il inaugure un nouveau langage personnel. Il rénove tout le vocabulaire de la modernité : rythme, couleur, sonorité, mouvement. Son œuvre se fait alors intime, expérimente un nouveau rapport à l’espace, comme dans ses mobiles qu’un souffle fait osciller. Ses recherches l'ont amenées à créer des sculptures sonores en faisant vibrer le marbre qui devient sonore sous la caresse.
Un ensemble de « sculptures sonores » et de « sculptures lumières » mises en scène dans la cour de la Préfecture de police à Paris est exposée dans le cadre de Nuit Blanche 2010. 
Trente pièces monumentales en juin 2011  sont installées sur le Parvis de La Défense et sur les Champs-Élysées. 
Ses plus récentes créations s’inspirent de la cité, qu'il représente en vision aérienne. Sa nouvelle inspiration est l'espace-temps à travers la lumière et le son : pluie de météorites en mobiles, galaxies, supernova, étoiles, trous noirs, naissance d'une étoile, planètes...

## Expositions
- 1993 : 1er Symposium de la sculpture Européenne à Biarritz
- 1995 : Orangerie du Sénat. Biennale de sculpture au Jardin des Plantes
- 1996 : Place de l'Odéon
- 1996 : Biennale de Sculpture à Osaka
- 1997 : Place Saint-Germain-des-Prés
- 1998 : Jardin du Luxembourg
- 1999 : Esplanade de La Défense
- 2005 : Place Vendôme
- 2007 : Grande Esplanade de la Défense
- 2008 : Site historique de Chellah à Rabat
- 2010 : Nuits Blanches Cour Préfecture de Police
- 2011 : Mairie du VIe arrondissement de Paris
- 2014 : Musée des instruments de la musique à Bruxelles